# Asilus crassus
Asilus crassus är en tvåvingeart som beskrevs av Stanley Willard Bromley 1932. Asilus crassus ingår i släktet Asilus och familjen rovflugor. Inga underarter finns listade i Catalogue of Life.